# Halimedusa typus
Halimedusa typus is een hydroïdpoliep uit de familie Halimedusidae. De poliep komt uit het geslacht Halimedusa. Halimedusa typus werd in 1916 voor het eerst wetenschappelijk beschreven door Bigelow. 